# سي.بي.إم
سي.بي.إم قناة تلفزيونية بريطانية مملوكة من قبل شركة شرق مدلند، سي.بي.إم وسائط الاعلام، على ان تذاع في المملكة المتحدة. وكان ليتم على freeview على متعدد د باستخدام فتحة الآن شغل العالم المثالي. القناة هو تقديم أخبار الأعمال من بلومبرغ (بما في يومي 10am - 5am اذع)، وأفلام مستقلة والرياضة طفيفة لاحد freeview مع جهاز الاستقبال.
ويتم تضمين أعماله، في الاصل باسم "CH 22" اضيفت من freeview إطلاق في عام 2002 وكان من المتوقع ان تستضيف افلام تيرنر الكلاسيكيه. ومع ذلك، في الفترة من 1 ايار / مايو 2003، اعيد متغير عليها اسم «تدابير بناء الثقة» واختبار انتقال رأيه هو مبين، اعلام المشاهدين «إطلاق خدمة جديدة قريبا!». بيد ان هذه الشاشة تبين حتى أوائل اب / أغسطس 2003، عندما تم سحبها إلى سد العجز على القناة، وجميع التفاصيل EPG ومتغير ازيلت.

## وصلات خارجية
- BBC News - "New Freeview Channel Scrapped"
- Digital Spy - "Crown Castle examines new options for Channel 22"
- Advanced Television - "Crown Castle terminates CBM's contract
- Digital Spy - "CBM appears on Channel 22"